# Tanzaniavävare
Tanzaniavävare (Ploceus reichardi) är en fågel i familjen vävare inom ordningen tättingar.

## Utbredning och systematik
Fågeln förekommer enbart i träskmarker i sydvästra Tanzania (Karema till Rukwa) och Zambia. Den behandlas som monotypisk, det vill säga att den inte delas in i några underarter.

## Status
IUCN kategoriserar arten som livskraftig.

## Namn
Fågelns vetenskapliga artnamn hedrar Paul Reichard (1845-1938), tysk ingenjör, geograf och samlare av specimen i Östafrika 1880-1884.